# Kleppen Island
Kleppen Island ist eine kleine Insel vor der Küste des ostantarktischen Kemplands. Im nördlichen Teil der Edward-VIII-Bucht liegt sie unmittelbar südöstlich von Martin Island und rund 6 km westlich der Austnes Skerries.
Norwegische Kartographen kartierten sie 1946 anhand von Luftaufnahmen der Lars-Christensen-Expedition 1936/37. Sie benannten sie als Kleppen (norwegisch für Klumpen) in der Annahme, es handele sich um einen Teil von Martin Island. Eine Mannschaft der Australian National Antarctic Research Expeditions klärte diesen Irrtum in den 1950er Jahren auf. Das Antarctic Names Committee of Australia gab der so neu entdeckten Insel 1958 ihren heutigen Namen.